# Darrel Brown
Darrel Brown, född 11 oktober 1984, är en friidrottare från Trinidad och Tobago som tävlar i kortdistanslöpning.
Brown vann 100 meter vid junior-VM 2002 i Kingston. 2003 blev han tvåa på VM i Paris efter Kim Collins. Brown var också med i det lag som tog silver vid VM i Helsingfors på 4 x 100 meter.
Han deltog vid Olympiska sommarspelen 2008 men blev där utslagen i kvartsfinalen på 100 meter. Vid VM 2009 ingick han i stafettlaget på 4 x 100 meter som blev silvermedaljörer efter Jamaica.

## Personliga rekord
- 100 meter - 9,99 från 2005
- 200 meter - 20,41 från 2001